# 旋風分離
旋風分離器是一種利用離心力達到分離固-氣體或液-氣體的靜態設備，廣泛的應用於工業的空氣污染防治，也可用於分選物料方面。

## 基本原理
利用粒子在氣流中做高速旋轉時，離心力遠大於重力，且因速度愈大，粒子所獲得之離心沉降速度也愈大，使固體與氣體達到分離的目的。當含固態粒子之氣體自圓筒導入管沿切線方向進入錘型圓筒，在圓筒內旋轉，此時氣流碰撞器壁，粒子撞擊管壁並旋轉下降至集塵袋中，而乾淨氣體則自圓筒上方排出。旋風分離器的效率與粒子的粒徑有關，粒徑愈大分離效果愈好，一般來說，粒徑大於30μm以上，分離率可達到99%，但當粒徑小於5μm以下時，分離效率不及5%。

## 相關係數

### 實驗壓降係數F
- F = △P / 速度高差
- △P = △h x ρH2O x g / gc
- 速度高差 = ρ x ua2 / 2gc

△h：由旋風分離器出入口接上一U型管差壓計所測出之水柱差
gc：單位換算常數〈9.8 kgm/kg*sec2〉
g：重力加速度〈9.8 m/ sec2〉
ua：進入旋風分離器的氣體速度〈m/sec〉
ρ：氣體密度〈kg/m3〉
ρH2O：U型管內水的密度〈kg/m3〉

### 本身之尺寸決定壓降係數F
- F = KA{\displaystyle D} / d2{\displaystyle L+H}

K：常數（其值約為30）
A：旋風分離器入口截面積
d：出口導管直徑（m）
L：旋風分離器圓筒部份高度（m）
D：旋風分離器圓筒部份直徑（m）
H：旋風分離器圓錐部份高度（m）

## 分離效率
η = (被分離出來之粉粒重 / 總粉粒重)×100%